# Anne Greene

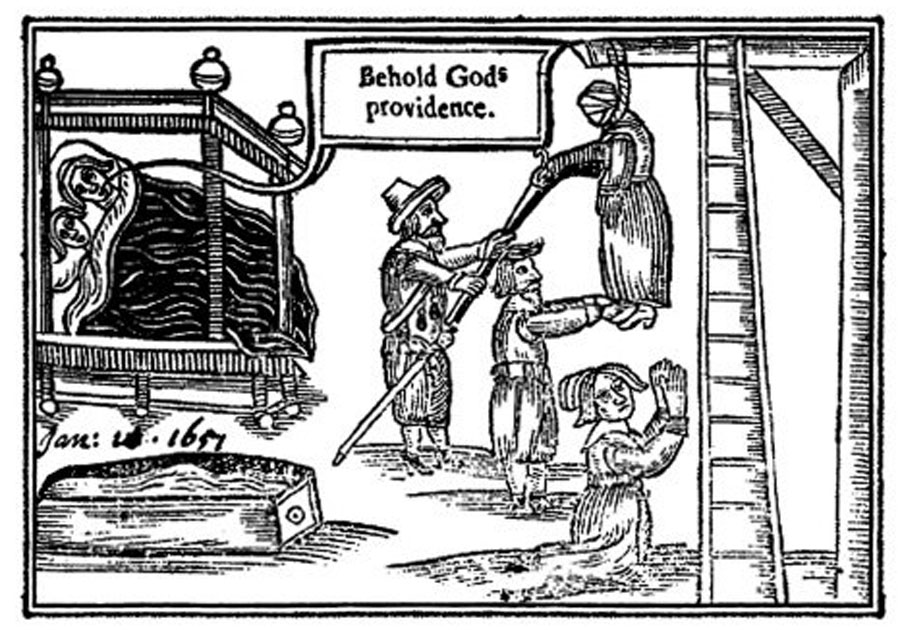
Hinrichtung von Anne Greene

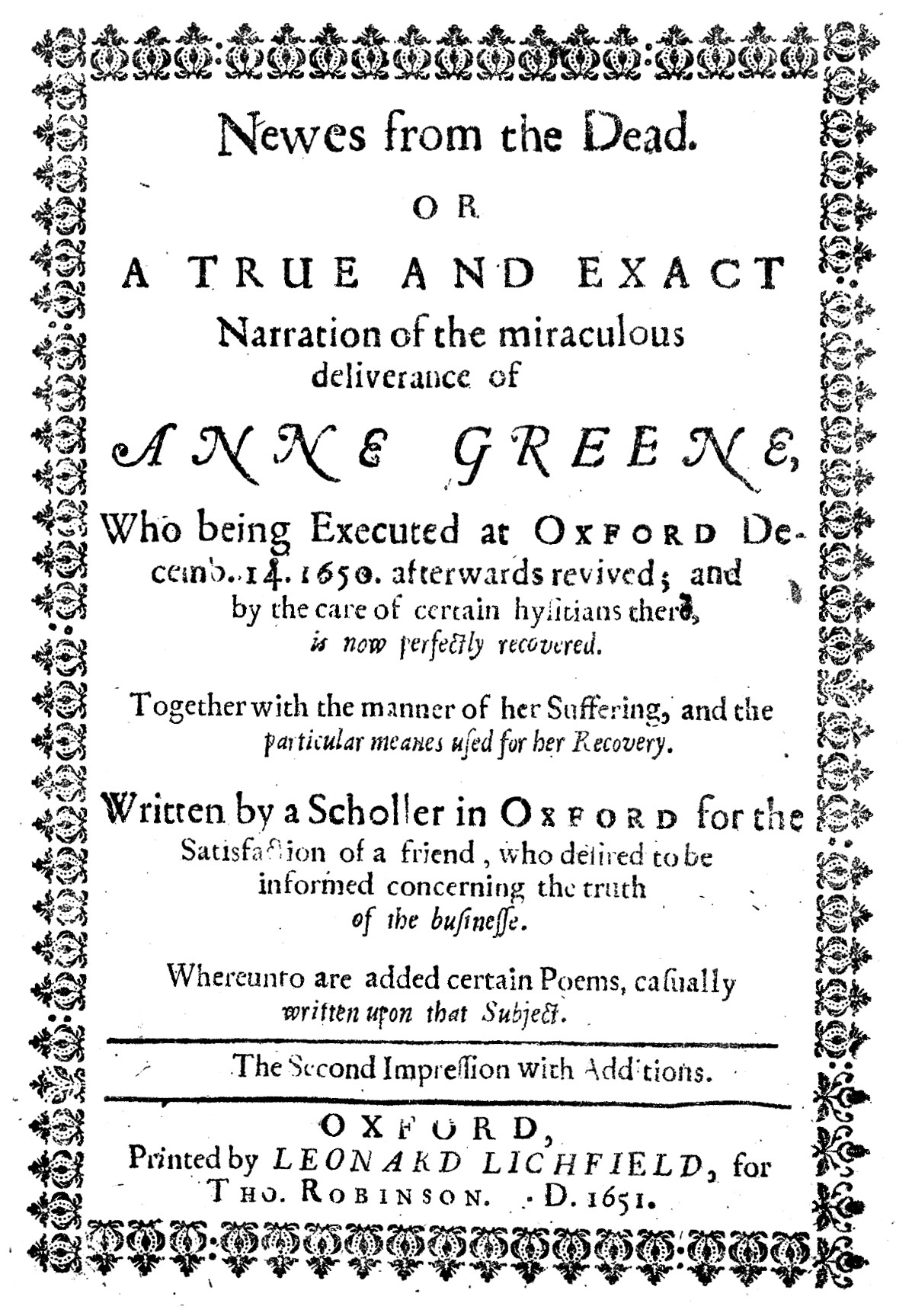
Titelseite des zweiten Drucks von Newes from the dead (1651)

Anne Greene (* um 1628 in Steeple Barton, Oxfordshire; † 1659) war ein Dienstmädchen des Herrenschaftshauses in Duns Tew. Sie wurde 1650 in Oxford wegen Kindestötung gehängt, überlebte aber die Hinrichtung und wurde begnadigt.

## Kindheit und Jugend
Greene wuchs in Steeple Barton, Oxfordshire auf. Über ihre Kindheit und Jugend weiß man nicht viel. Später arbeitete sie als Dienstmädchen im Herrenschaftshaus in Dun’s Tew. Dort kümmerte sie sich vor allem um die Wäsche. Sie lebte in einer kleinen Kammer zusammen mit anderen Dienstmädchen. Diese Kammer ist heute noch erhalten.

## Verurteilung und Hinrichtung
Greene wurde wegen Tötung ihres eigenen Kindes verurteilt, sie selbst gab jedoch an, es sei eine Totgeburt gewesen. Vater des Kindes war der Enkel ihres Dienstherrn. Am 14. Dezember 1650 wurde sie in Oxford gehängt. Nach der üblichen Wartezeit wurde ihr Körper abgenommen und zur Obduktion an Ärzte übergeben, die jedoch feststellten, dass Greene noch atmete. Es gelang ihnen, Greene wiederzubeleben. Die Ärzte, darunter Thomas Willis und Ralph Bathurst, stützten sich auf die Humoralpathologie. Mit warmen bzw. kalten Wickeln regulierte man ihre Körpertemperatur. Mit warmen Einläufen versuchte man ihr Blut zum Zirkulieren zu bringen. Da man ihr Überleben als Eingreifen Gottes wertete, wurde Greene begnadigt.